# Миватн
Ми́ватн (устар. Мюватн; исл. Mývatn, букв. «комариное озеро») — озеро на севере Исландии.

## Общие сведения
Озеро расположено на территории общины Тингейярсвейт в регионе Нордюрланд-Эйстра, на высоте 278 м над уровнем моря. Площадь озера — 37 км². Средняя глубина составляет 2,5 м, а максимальная — 4 м. На озере расположено более 50 островов. Из озера вытекает река Лахсау, впадающая в залив Скьяульванди. Озеро богато рыбой (арктический голец, кумжа), однако более известно птицами. Всего в этой местности замечено 115 видов птиц, в том числе 28 видов уток, что делает популяцию птиц озера одной из самых биоразнообразных в мире.

## Археология и палеогенетика
В 1999 году учёные из Института археологии и этнологии Польской академии наук открыли в районе Sveigakot над озером Миватн остатки квадратной полуземлянки X века, сходные со славянскими жилищами этого периода на Эльбе, Одере, Висле и на Руси.
Раскопки в Хофстадире в Миватнесвейте, проведённые под руководством Гевина Лукаса в 1996—2002 годах, показали, что жилище викингов было построено в середине X века. Участок церкви и кладбища в Хофстадире находится на домашнем поле современной фермы в 80 метрах к юго-западу от жилища эпохи викингов, напротив восточной окраины города. Затем раскопки проводились в 2000—2004 годах и в 2010—2015 годах. У средневековых исландцев, живших к западу от озера Миватн, палеогенетиками определены Y-хромосомные гаплогруппы R2a2b1, I1a1b1a1, I1a1b1a4a2, R1a1a1b1a3a-Z284>R1a1a1b1a3a2b, R1b1a1b1a1a1, R1b1a1b1a1a2c1a1a1a1a1a-DF106/S658/Y2841, R1b1a1b1a1a2d1a1 (R1b-A6291* и R1b-FT50453) и митохондриальные гаплогруппы J1c9, J1c3f, H3a1a, H3v+16093, H6a1a3a, три H10+(16093), H24a, K1b2a2, T2b3b, T2b4, I2a1, U5b1g. Биохимический анализ скелетов показал очень высокую распространённость наследственного остеоартроза, что указывает на то, что люди, похороненные на территории кладбища, были близкими родственниками.

## Объект Всемирного наследия ЮНЕСКО
Озеро и вытекающая из него река Лахсау были в 2011 году включены в предварительный список объектов Всемирного наследия ЮНЕСКО в Исландии как уникальные геологические и биологические объекты.

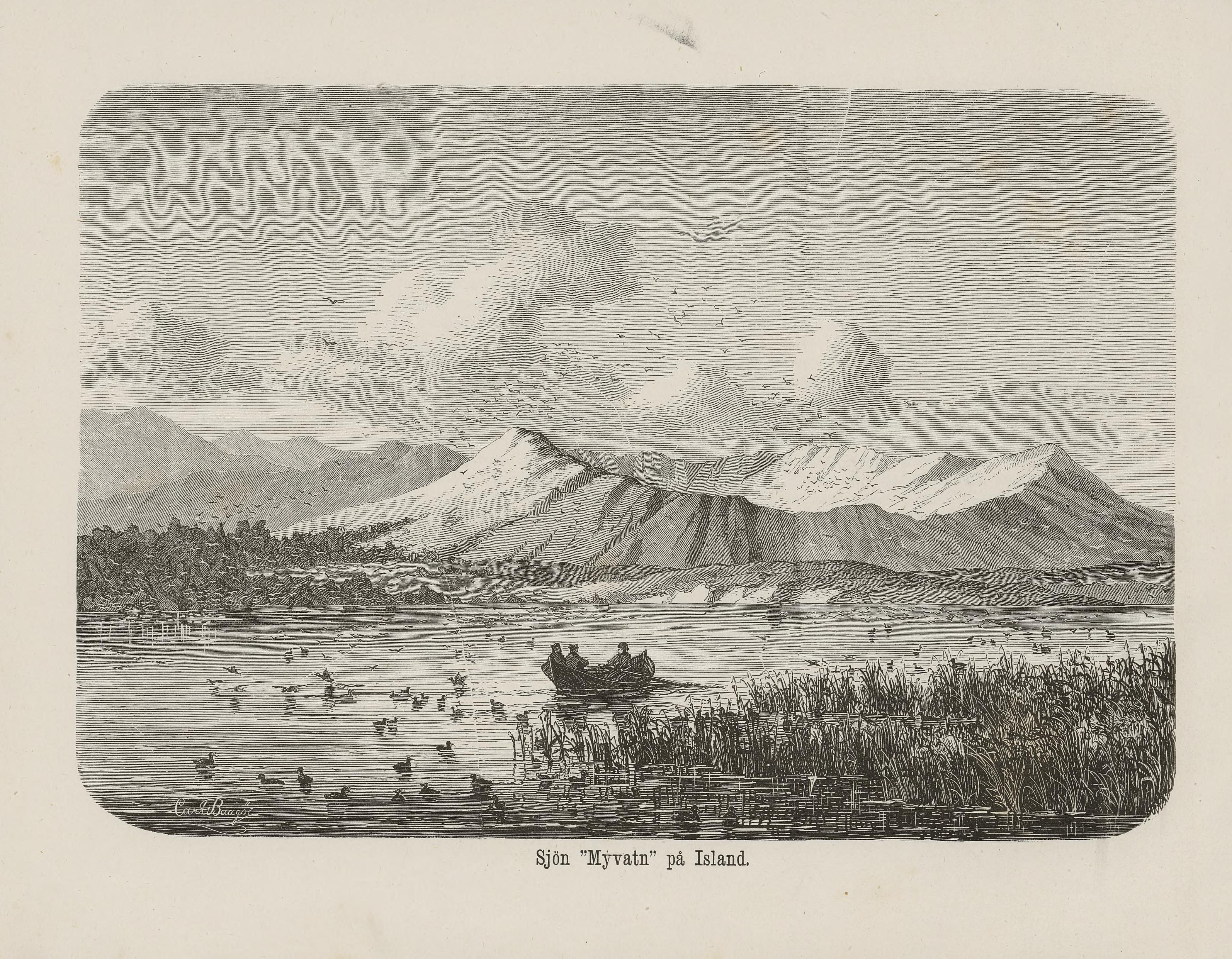
«На озере Миватн в Исландии», 1865 год
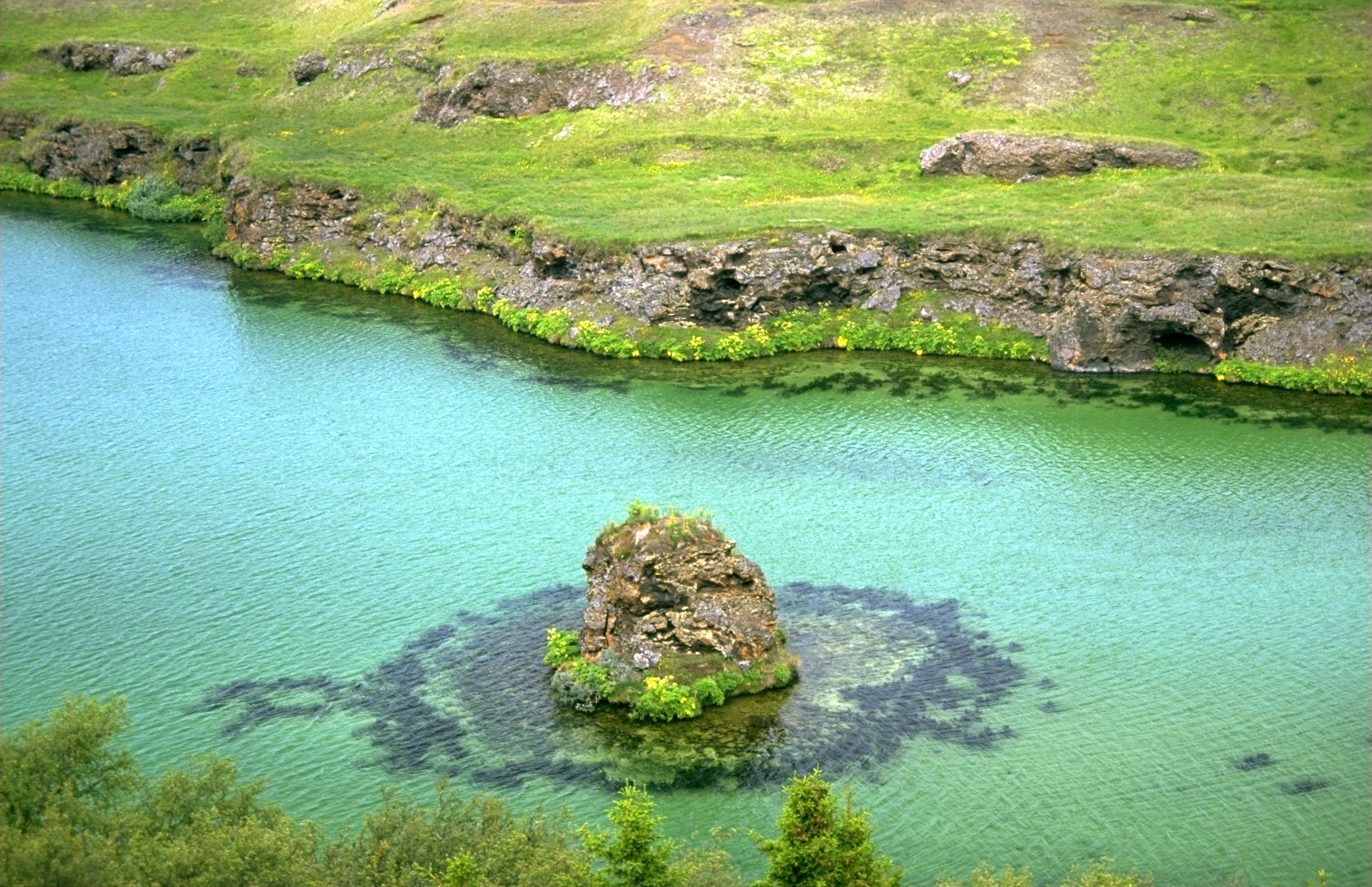
Лавовый остров
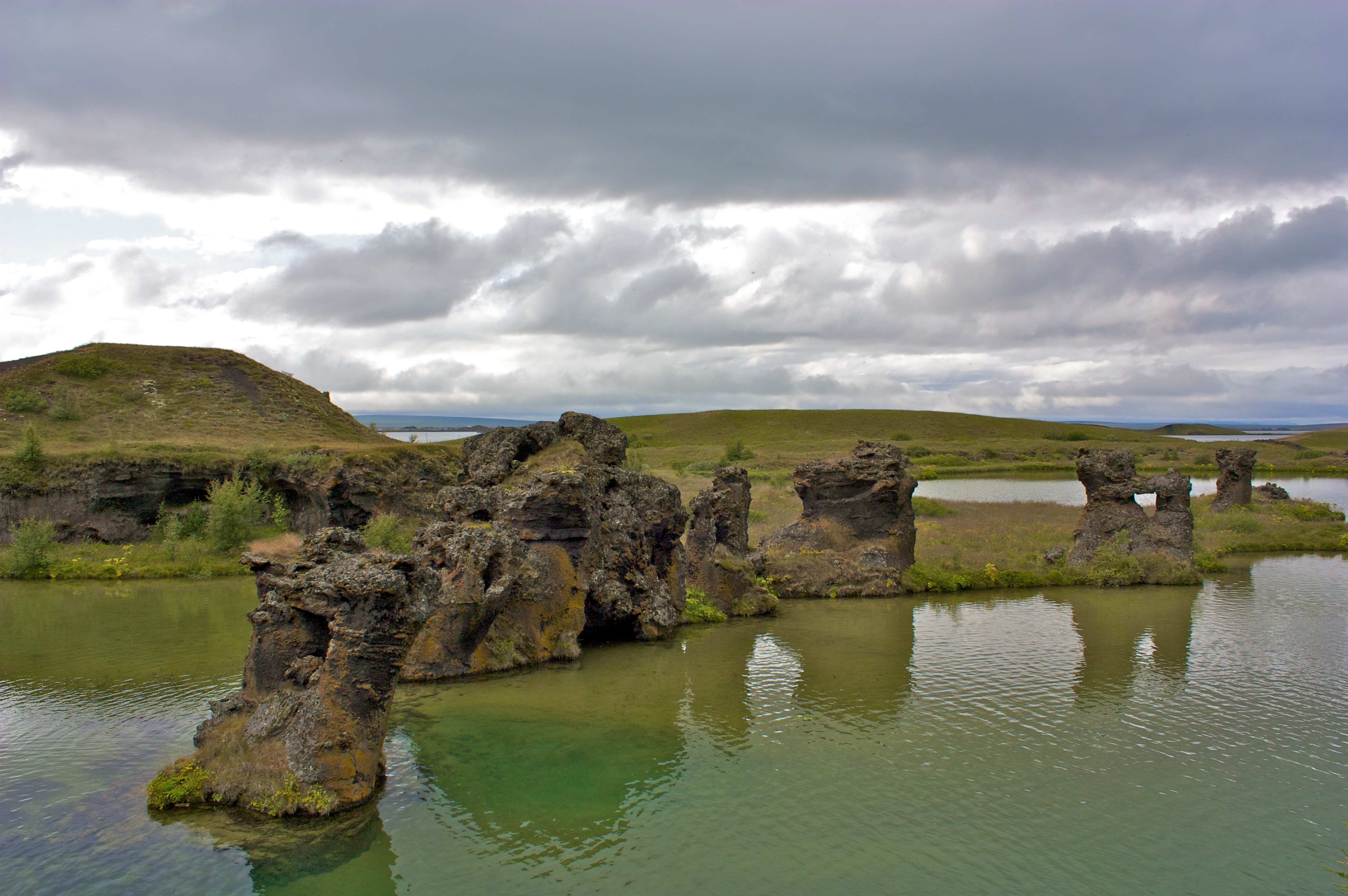
Юго-восточная часть озера, вид с полуострова Хёвди
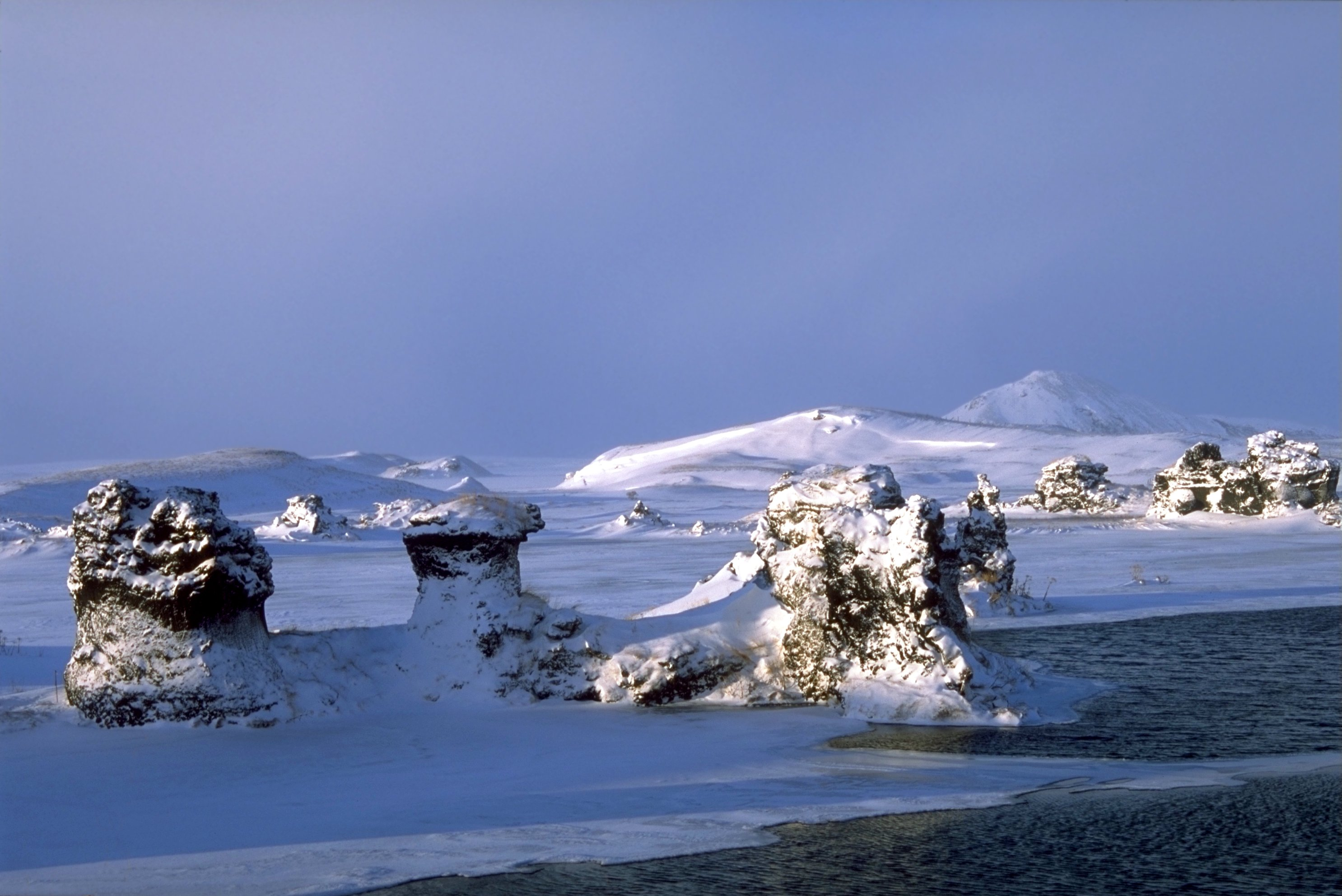
Зимний Миватн
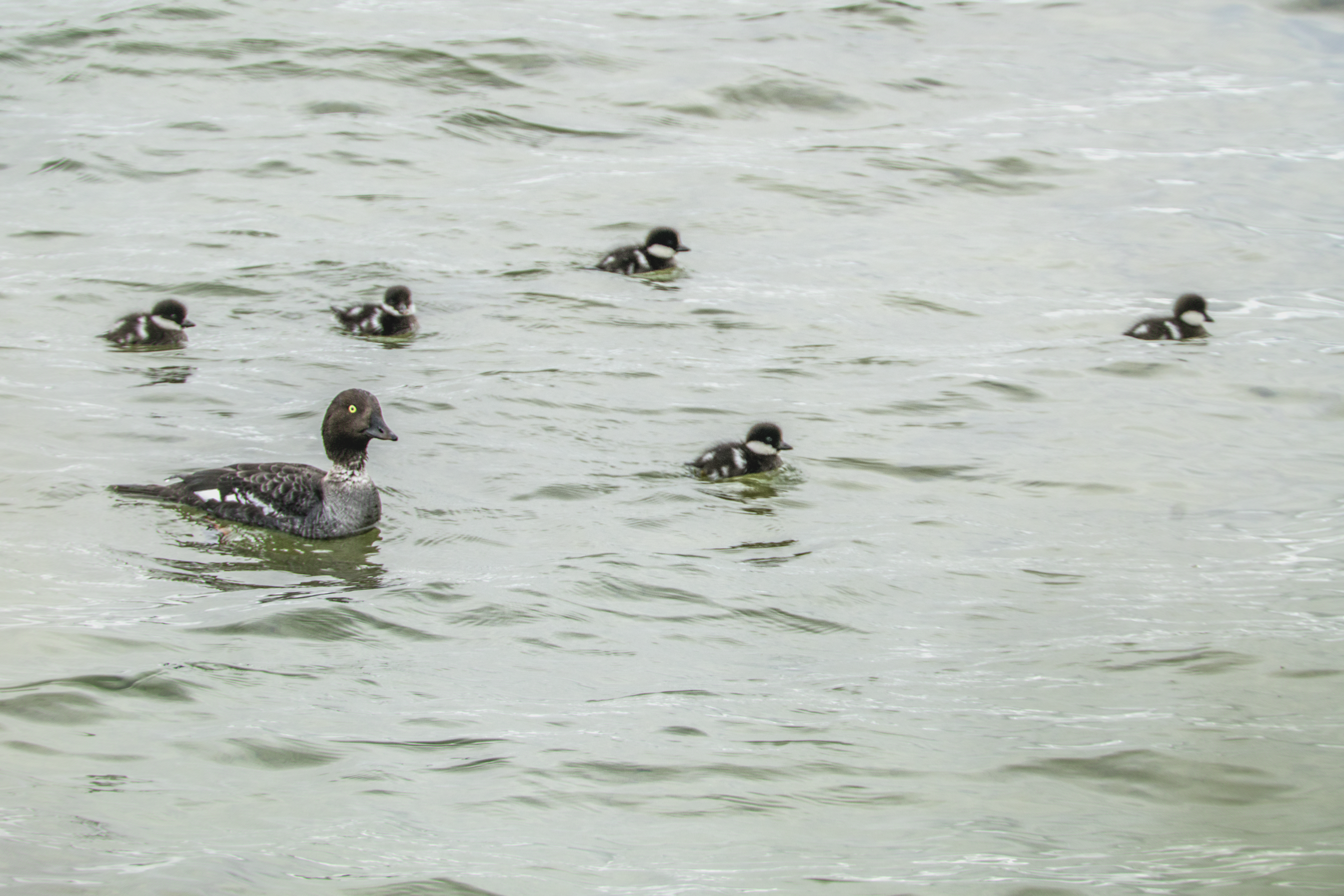
Исландский гоголь с птенцами на озере Миватн